# ラウンドバーニアン
ラウンドバーニアン (Round Vernian) は、ロボットアニメ『銀河漂流バイファム』に登場する架空のロボット兵器。

## 概要
本作に登場するロボット群は、地球側勢力と異星人（ククトニアン）の2つの異なる文明の兵器という視点でデザインされている。「ラウンドバーニアン（略称: RV）」とは、地球側の機動兵器の総称であり、機体に装備された多数の姿勢制御用の可動式バーニア・スラスター、「ラウンドバーニア（回転する補助噴射装置）」がその名の由来となっている。一方、ククト軍のARV=アストロゲーター・ラウンド・バーニアンは、「異星人のRV」という意味で、地球側が便宜上名付けたククト軍機動兵器を指す呼称である。ククト側にはRVにあたる固有の名称は存在せず、単に機動兵器や機動メカと呼んでいる。
RVは地球側もククト軍側も基本的に全て量産型の機体である。主人公が搭乗するロボットが純粋な大量生産品というロボットアニメは本作と『装甲騎兵ボトムズ』くらいしか存在しない。作中では、主人公側の各機体はたまたま利用可能な状態で残されていただけに過ぎず、機種間の明らかな性能差も見られない。主役機であるバイファムですら同型機が多数登場し、物語序盤でいきなり撃墜されるシーンが描かれている。
ラウンドバーニアンのデザインのキーとなったのは、他のロボットアニメとの差別化である。特に当時は、スポンサーやテレビ局が違っても同じサンライズで制作するロボットアニメが多かったため、それが重要だった。基本の核となる部分はメカニカルデザイナーの大河原邦男が新しいアイデアを持ち込んだが、それをどうやって活かしてゆくかをスタッフで話し合って基本コンセプトが出来上がった。そして「ラウンドバーニアンは、全身に装備されたバーニアを噴射することによって宇宙空間を移動する」という、同じサンライズ作品の『機動戦士ガンダム』がテレビシリーズから劇場版へと移行する際にクローズアップされた「リアル」演出のための機能を前面に押し出したロボットとなった。
RVのデザインはほぼすべて大河原邦男によるものだが、一部永野護によるラフ案がある。また永野は、すでに大河原が原案を完成させていたバイファムとディルファムとネオファムのデザインを手伝って欲しいと言われて案を出したり、機体各部のディテール設定を描いたりしている。

## 地球側ラウンドバーニアン
ラウンドバーニアンは宇宙開発初期に用いられていた船外活動機 (EVA) が発展したもので、それが大型のRVと小型のウェア・パペットに分かれて兵器として発展した。イプザーロン太陽系植民計画が立ち上がったころは、まだ陸戦用人型機動兵器に有り合わせの宇宙活動用機材を装備した程度の、宇宙戦闘兵器としてはまだ満足できる性能ではなかった。しかし植民が始まり、おぼろげながら異星人存在を知った軍部の主導によりRVは戦闘兵器として急速に発展することとなる。コードネームに付く「FAM」は「連邦装甲機動兵器」の意味とされるが、俗に最初の制式RVネオファムの愛称をもじったものだと言われている。動力は液体水素と液体酸素を用いた燃料電池方式。固定武装はなく、手持ち式のビームガンを主に使用する。また、他の兵器（ウェア・パペットや航宙機、戦車など）の主武装がミサイルや実体弾なのに対し、RVはビーム兵器が中心となっている。胴体中央部にコクピット兼用の脱出用小型宇宙艇「ポッド」を備えている。ポッドは側面にラウンドバーニアを装備しており、単体でも機首のビームガンである程度の戦闘行動が可能である。なお、作中では年少の子供たちはコクピットのフットペダルに足が届かないので、ペダルの上げ底装置（通称「高ゲタ」）を製作して取り付けて搭乗した。
最大の特徴はコンピューター制御が徹底されていて操縦が容易であることで、ミッションに特化した訓練を受けた専用のパイロットは存在するものの、全面的なコンピューターのバックアップによりそれ以外の一般の兵士たちも操縦できる。そのことが子供たちが短期間のシミュレーターによる訓練でRVを乗りこなす演出にリアリティを与えている。
センサーユニットであるRVの頭部はバイザー/サングラスがモチーフで、リアルロボットアニメの先駆けとなった『ガンダム』では脇役系の量産型ロボットの特徴であるゴーグル型のカメラを採用しており、「目」などの人の顔の意匠を用いていない。また、リアルに見せるために『ガンダム』が後付けで設定やデザインを足していったのに対し、本作では最初から余計なものを極限まで削ぎ落している。武装はビームガン一つだけで大砲や剣も装備されておらず、防御のための盾も正式装備には存在しないなど、設定面も含めて当時の「リアル」ロボットの最先端のデザインだった。

### バイファム
VIFAM
- 型式番号 - FAM-RV-S1
- 全高 - 16.8m（頭頂部）、17.9m（アンテナ先端）
- 全備質量 - 25.3t
- 自重 - 15.3t
- 武装 - ビームガン、鉄骨（第17話他）
- 主な搭乗者 - ロディ・シャッフル、フレッド・シャッフル、ケンツ・ノートン、スコット・ヘイワード

純然たる宇宙戦闘用として初めて開発された地球軍の主力RV。宇宙用ではあるが、オプション次第で地上でも十分な運用が可能。小隊を組むときにはミッション・リーダーとして用いられることが多い。腹部ハッチにナンバリングがあり、作中ではジェイナス号搭載の7号機にロディが搭乗した。他にクレアド星出発後、臨時指揮官となった中尉搭乗の1号機、ジェイナスの正規パイロットが搭乗した2号機、ケンツが一度だけ乗った8号機、スコットがロディ救出作戦時に慣れない腕で操縦した、黄色い塗装でナンバリングのない練習機のほか、地球軍兵士が運用した機体が作品の序盤、アストロゲーター襲来の際に登場し、応戦した。
運動性能も高く、奇襲 / 白兵戦用ARVガッシュとも互角以上の格闘戦を劇中で行った。唯一の武器であるビームガンは作中に登場する他のラウンドバーニアンに比して集束率が高く、命中精度が優れている。ただし、これを失うと戦闘力が皆無になるので、劇中ではしばしば苦戦する場面も見られた。大気圏内飛行用装備のスリングパニアーのほか、宇宙空間での長距離侵攻の際には使い捨てタイプのバーニア付き増槽（ツイン・ムーバー）を背部に装備可能である。
作品後半では、ARVデュラッヘが装備していた盾を見て、地上戦におけるその有用性に気づいたロディの発案により、擱座したジェイナスの格納庫ハッチの装甲から切り出して作った盾を左腕に装備する。また、ロディは対ガッシュ戦や対デュラッヘ戦など武器を失った際、とっさに周囲に浮かぶ鉄骨を手に白兵戦を行うことがあった。

### ネオファム
NEOFAM
- 型式番号 - FAM-RV-5（宇宙用）、FAM-RV-L5（地上用）
- 全高 - 17.3m（頭頂部）
- 全備質量 - 28.5t（宇宙用）、29.6t（地上用）
- 自重 - 19.9t（宇宙用）、21.2t（地上用）
- 武装 - ビームガン
- 主な搭乗者 - バーツ・ライアン

地球連邦軍が初めて正式採用した、バイファムの一世代前のRV。バーニアの基数が少なく機動性に劣る。主兵装であるビームガンはバイファムと同じもの。宇宙用と地上用の2種類があるが、両機種は機体の一部パーツの交換のみで換装が可能であり、事実上の汎用機。バイファムとは基部の違うバーニア付き増槽も装備可能。
作中では主にバーツが搭乗。機体のナンバリングは確認できない。作品後半では、ククト星降下後にバイファム同様ハンドメイドの盾を装備する。そのほか子供たちが去ったあとのジェイナス号に、スリングパニアーを搭載しない通常型のネオファムが残されている。作中では言及されていないが、赤地のすね部に白いラインが宇宙用、白地に赤いラインが地上用と設定されている。

### トゥランファム
TORUNFAM
- 型式番号 - FAM-RV-S1T
- 全高 - 17.6m（頭頂部）
- 全備質量 - 27.0t（宇宙用換装時）、26.5t（地上用換装時）
- 自重 - 16.8t
- 武装 - ハンドキャノン
- 主な搭乗者 - ケンツ・ノートン（操縦）、カチュア・ピアスン（砲手 / 操縦）、ロディ・シャッフル（操縦）、バーツ・ライアン（操縦）、マキ・ローウェル（砲手 / 操縦）

バイファムの設計を元に、対異星人用として開発、投入された宇宙地上両用の最新型RV。複座型でコンピューターによる自動制御化が進んでいる。ポッドはバイファムなどと互換性はない新設計で、操縦席を複座化したことで2人乗りとなり（前部座席にガンナー、後部座席にパイロット）、折畳み翼の展開により大気圏内でも飛行が可能。ポッド自体の武装もビームガン2門と従来の物より倍加され、ククト星では単独でARVギブルを撃破する。
作中では、本編中盤で接触する地球軍の駆逐艦レーガンからパイロットとともに数機がジェイナスに配備されるものの、間もなくパイロットが戦死し、レーガンとも別離したため、ケンツとカチュアのペアが主に搭乗する（これは、ククトニアン嫌いのケンツとククトニアンのカチュアの和解と協調の象徴でもある）。ナンバリングは腹部ハッチと肩部に設けられ、子供達が使用したのは8号機と11号機だが、後者はククト星降下後、ジェイナスとの合流直前の戦闘で頭部に被弾、敵ARVギブルと共に機体が沼地へ転落したため放棄、脱出後にポッドの攻撃で自機ごと敵機を葬り去る（第33話のジェイナスとの別れのシーンでは放棄された11号機になっていた）。通常はブルーとグレーの配色だが、当時のアニメのロボットとしては珍しく迷彩塗装を施した機体も登場する。主兵装のハンドキャノンは集束率が以前のバイファム用のものと比べて高くはないが、トゥランファム本体の燃料電池の出力が高いため威力が増している。バイファム、ネオファムに装備された盾は、予備要員のケンツには必要ないということで作られなかったとされるが、第39話で専用の盾を所持しているカットがある。

### ディルファム
DILLFAM
- 型式番号 - FAM-RV-L7
- 全高 - 18.2m（頭頂部）
- 全備質量 - 31.3t
- 自重 - 23.1t
- 武装 - 地上用ビームガン
- 主な搭乗者 - ロディ・シャッフル、バーツ・ライアン、フレッド・シャッフル

地上用ネオファムを元に地上用に特化されたRV。そのためネオファムと共通するパーツが多く存在する。地上専用のため機体に姿勢制御バーニアは装備されておらず、純然たる意味でラウンドバーニアンではないが、この世界のロボットは愛称としてラウンドバーニアンと呼ばれているのでその範疇に含まれている。頭部に縦列配置されたデュアルカメラと左肩に施されたプロテクター様の装甲が特徴で、主に基地防衛に用いられる。重装甲で銃も専用のものを使用。バイファムやネオファムと共通の宇宙用ポッドを内装しているが、脱出用というより操縦系統や整備性の統一という観点から採用されている。第1話ではクレアド星に来襲したウグと戦うほか、ベルウィック星にて多くの子供たちによって運用される。塗装は白と緑。

### スリングパニアー
SLING PANNIER
作品後半に登場する、RVの（主に大気圏内での）機動性能を増強させる一種の飛行アタッチメント。スリングは「吊り下げる」または「振り投げる」、パニアーは「背負いかご」の意味。バックパックに可動式のエンジンが接合されており、発進時は地面に対して垂直または斜めに噴射、巡航時は90度稼働して、地面に対して水平に噴射するようになっており、これまでのロボット作品の飛行ユニットと比較すると、説得力のあるデザインとなっている。バイファム、ネオファム、トゥランファムの各RVそれぞれに専用のスリングパニアーが用意されており、大気圏内飛行のため後付設計されたバイファム用 (FAM-SP-1V) とネオファム用 (FAM-SP-5N) はバックパックごとの交換になる。また、バイファムにはバックパックの固定補強のため、胸部にもバックパックとケーブルで繋がったカバーユニットが追加装備される。トゥランファム用のスリングパニアー (FAM-SP-11T) は、本体オプションとして同時期に設計されたため、機体背部の一体型バックパックに直接取り付けることができる。本来は大気圏内飛行用のオプションではあるが、宇宙空間でも使用可能で、RVの機動性・稼働時間も向上する。
スリングパニアーは『鉄人28号』や『マジンガーZ』に登場するものと同様の「ロボットの飛行用追加装備」であり、ロボットものにおける「パワーアップの王道パターン」を本作でもなぞっている。本装備は可変翼を装備したジェットエンジンをロボットの背部に装備するという、『マジンガーZ』のジェットスクランダーをいわゆる「リアルロボット」向けに手直ししたものである。本作以後『機甲戦記ドラグナー』や『機動戦士ガンダムSEED』においても同様のジェットスクランダーパターンの装備が登場する。

## ククト軍機動メカ
ククトニアンの機動兵器は、地球側からは「異星人のRV」の意味で "ARV" （アストロゲーター・ラウンドバーニアン、Astrogator Round Vernian） と呼ばれる。あくまで地球側の呼称であり、その形式番号も地球軍が識別のために便宜的に付けたものなので、開発時期や系統、系譜といったものを判別する基準にはならない。また、ククトニアン自身はRVのことを地球側のものも含めて単に「機動兵器」や「機動メカ」と呼び、他の人型でない兵器と区別する特別な呼称はない。地球のRVと同じように見えるが、ククト軍の場合、その設計コンセプトには異なる点が多い。量産機というのは同じだが、ほとんどが汎用型の地球製RVに対し、特定の戦闘状態や任務に特化した強行偵察用、偵察用、宇宙戦用、格闘戦用など様々なタイプの機種が存在する。ARVの原型は、はるか過去にククト星系に襲来した異星人によってもたらされた。開発当初の目的は地球側RVと同じく宇宙作業用であったため脚部がなく、歩行は不可能だった。その後、1400年前の核戦争の時代からほとんど進歩しなかったため、地球のRVより総合的な性能が低かった。物語後半で地球側の技術を取り入れ、性能もデザインもRVに近いものが登場してくる。動力源は熱核融合炉を用いている。武装は光条型の単射ビームと短冊状の光弾を撒き散らすビーム機銃の2種を併用する機体が多く、ミサイル系の実体弾を持つ機体はまれである。大部分は携帯武装の他に固定火器を持つが、変形型の機体は携帯武器を有さない。
作品前半に登場するARVは、地球側のRVと比較して「得体のしれない異質さ」が協調されたデザインと演出がなされていた。徹底的に「ククト側の描写をしない」という演出方針も功を奏し、視聴者に「何を考えているかわからない異質で異形の侵略者」というイメージを与えることに成功した。しかし、後半に入るとARVのデザインが変化する。作中の設定では、「ククト星人が長らく戦争を放棄していたため武器のテクノロジーが発達しておらず、自分たちを上回る地球のRVの技術を新型機に取り入れた」というものであった。そして物語当初にククト側が優勢だったのは、コンピューターで動作パターンを解析していたからだったということになった。しかし制作側の事情としては、そのデザインのために売上不振だった敵側のメカに商業的なテコ入れを図るためだった。また、後半は「謎の敵」ではなくククトニアンという顔の見える敵になったため、異形さを強調する必要がなくなったということもあった。

### ウグ
WUG
- 識別番号 - ARV-A
- 全高 - 14.1m
- 全備質量 - 60.2t（宇宙用）、30.6t（地上用）
- 武装 - 左腕部ビームガン、ウグ専用銃

宇宙・地上ともに使用できるククト軍の主力機。汎用性の高い機体で、様々なバージョンがある。地球側が最初に認識した機体で、主に作品初期に活躍する。前屈したゴリラを彷彿とさせる形状で、背中に蛾を思わせる2枚の羽根をつけて空中を滑空できる。この羽根は地上で邪魔にならないように降下時には排除可能である。また、右手は五指を持つ通常の手だが、左手は固定装備のビームガンとかぎ爪となっており左右非対称。携帯武器として、ビームガンとビーム機銃を内蔵したウグ専用銃を持つ。この初期ビームガンは収束率に難があるらしく、弾頭が人魂のように蛇行する描写がある。ウグに限らず、ARVは左右非対称なデザインが多い。中盤以降はギブルに主力の座を譲り、ローデン艦隊に占領されたタウト星の格納庫に背中を見せた一機が残されているのが、劇中最後の登場である。

### ルザルガ
RUZARGA
- 識別番号 - ARV-B
- 全高 - 16.3m
- 全備質量 - 140 - 180t（推定）
- 武装 - 頭部ミサイルランチャー、左腕部連装ビーム機銃、ルザルガ専用銃

宇宙戦闘専用。ARVの起源になった宇宙作業機に最も近い機動メカ。脚部はなく、下半身が丸ごと2基の大型推進用バーニアになっている。頭部に六連装ミサイルランチャー、サイドバイサイドにバレルを持つビームガンとビーム機銃内蔵した専用銃など、武装も多岐に渡る。初期登場タイプにもかかわらず、厚い装甲と高い機動性を持った強敵として描かれている。ロディたちが最初と最後に宇宙戦を行う機動メカである。シルエットがジオングに酷似しており、セルフパロディとしてバイファムと本機を配した、劇場版『機動戦士ガンダムIII』のポスター風のオフィシャルイラストが描かれている。

### バザム
BAZZAM
- 識別番号 - ARV-C
- 全高 - 15.8m
- 全備質量 - 74.5t（宇宙用）、38.6t（地上用）
- 武装 - 4連装ロケットランチャー、腕部大型砲、バザム専用銃

強行偵察用の機動メカ。ロケットランチャーと重火器を備えるほか、複数のバーニアを持ち機動性も高くホバリングによる空中停止も可能。一方で口吻部から触手を思わせる細長い探査センサーを繰り出し、本体が入れない場所でも偵察できる。劇中での登場はアゾレック基地に偵察に来襲する一度きりで、RVとの戦闘は行われることはない。
ラフデザインは永野護。監督の神田武幸から説明を受けながらなんとか描いたラフを大河原にクリンナップされ、それがバザムになった。永野は自分の未完成のデザインの全てのパーツとフォルムが大河原に直された後はきちんと形になっていて、かつ大河原デザインにもなっていることにショックを受けたと語っている。後年「生まれて初めて描いたロボット」と述懐している。

### ガッシュ
GASH
- 識別番号 - ARV-D
- 全高 - 15.7m
- 全備質量 - 80t（推定）
- 武装 - 腕部連装ビーム機銃、専用トマホーク（連装ビームガン内蔵）

主に宇宙空間での白兵戦用で、力士を思わせる太った体形に反して機動性は高く動きは俊敏である。小型の連装ビームガンを備えた専用トマホークを主要武器としている。このためロングレンジでの戦闘は不向きで、中継施設内などの狭い構内や暗礁空域での奇襲・待ち伏せ攻撃ではその特性を存分に発揮する。劇中では宇宙船の残骸内で1回、およびタウト星で1回登場し、ロディ操縦のバイファムに鉄骨で腹部を串刺しにされても動くことが可能。

### ブラグ
BOURAGG
- 識別番号 - ARV-E
- 全高 - 13.9m
- 全備質量 - 140 - 180t（推定）
- 武装 - 腕部三連装ビーム砲、大型ミサイル
- 主な搭乗者 - ディナ・ルルド

ククト軍特殊部隊の使用する宇宙専用。円盤形の高速巡航時と人形の格闘戦闘時で形態を変える。本編では登場せず、ARV-Eは欠番の状態であり、のちの『バイファム13』で登場する。携帯武装を有さない。ルルド機は肩が青い。

### ジャーゴ
JAUGO
- 識別番号 - ARV-F
- 全高 - 16.0m
- 全備質量 - 30.8t
- 武装 - 左腕部ビーム砲&六連装ビーム機銃，格闘戦用クロー（右腕部）

地上での偵察用。サルを思わせる風貌と、脚部スプリングでの跳躍移動やホバリングによる滑走が可能な点が特徴。右腕部が格闘戦用に3本の鉤爪となっており、左腕部は先端中央にビームガン、その周囲6箇所にビーム機銃を内蔵している。なお、プラモデルが販売される際、商標上の問題から「レコンタイプ」という名称に変更された。ロディが初めて交戦して撃破する機動メカ。ククト星でも登場する。『13』ではピンク色の機体が登場。ククト軍の機動メカには珍しく、非変形型ながら専用の携帯武器を持たない。

### ドギルム
DOGUILLM
- 識別番号 - ARV-G
- 全高 - 14.0m
- 全備質量 - 88t
- 武装 - 左腕部ナックルガン、左頭部スキャッタービームガン、ドギルム専用銃

宇宙戦闘用。キノコ状の頭部が編み笠を被った渡世人を彷彿とさせる機動メカ。背中に強力な推進バーニアと、頭部左に広角度攻撃が可能なスキャッタービームガンを一基装備している。識別データにないまったくの新型で、宇宙戦闘艦に多数搭載されてローデン艦隊に襲い掛かる。タウト星にも配備されている。手は両側とも3本の鉤爪状となっている。劇中では、大気圏突入前の戦闘でロディ、カチュア、ケンツの収容が間に合わなかったためジェイナスから射出されバイファムとトゥランファムを収容したドッキングカーゴに鉤爪状の手で張り付き、前述の3名がジェイナスとは別にククト星へ降下するのを妨害しようとする。なお、ドギルム自体は大気圏突入に耐えられずに融解、爆発している。

### ズゴッホ
ZUGOGH
- 識別番号 - ARV-H
- 全高 - 13.2m
- 全備質量 - 60t（推定）
- 武装 - 左腕部連装ナックルガン、ズゴッホ専用銃

古い世代の機体で主に施設内警備用に配備される。そのためバーニアもない。劇中ではタウト星内部でロディと交戦して捕縛する。また、ジェダたちリベラリストが反乱で本機を奪い、あわやガッシュにとどめを刺されそうになったロディの危機を救う。

### デュラッヘ
DURAPHIE
- 識別番号 - ARV-I
- 全高 - 17.2m
- 全備質量 - 30.8t（推定）
- 武装 - デュラッヘ専用銃
- 主な搭乗者 - シド・ミューラァ

指揮官用の高級機。鹵獲した地球側RVの技術を導入して作られた新型機。それまでのARVと比べ飛行能力を含めた機動性に優れ、より人型に近い機体であるが、武器が専用銃だけで、これを失うと戦闘力皆無になる欠点までRVから引き継いでいる。作中ではミューラァだけが使用し、事実上の専用機。物語の後半でロディのバイファムと死闘を繰り広げる。左腕に耐ビームコーティングを施した楯を固定装備しており、ミューラァ機には部隊章がある。宇宙で使用した機は借り物らしく、楯にこのマーキングがない。右腕にはオプションとして、外装式のエクストラ力線探知機を装着可能。

### ギブル
GIBULL
- 識別番号 - ARV-J
- 全高 - 15.6m
- 全備質量 - 69.7t（宇宙用）、40.1t（地上用）
- 武装 - 左腕部ビームガン、ギブル専用銃

大気圏内外兼用。ウグに地球の技術を導入して性能向上を図った発展型で攻撃力、機動力ともに向上している。頭部が大きく前傾しているため後方視界が悪いというウグの欠点も改善され、滑空だけだった飛行能力も、短距離中心ながら大幅にアップしている。巡航にはフローティングタンクを用いる。13人がククト星へ降下した中盤以降、主力となる機動メカである。またガイ、メルの両親達がギブル二機を奪い、バーツやカチュアのRVと共闘する珍しいシーンも見られる。

### ギャドル
GADDOL
- 識別番号 - ARV-K
- 全高 - 15.5m
- 全備質量 - 28.3t
- 武装 - ギャドル専用銃

ジェダらリベラリストが設計、生産した主力兵器。ククト政府軍の機体ではないが、政府軍の新型ARV同様、地球側の技術が取り入れられている。大気圏内外兼用で多数のバーニアを持つ。特に飛行能力が高く、ノーマル状態で、スリングパニアー装備のRVにも飛行追随可能である。子供達13人がリベラリストと合流した後は、ロディらのRVとしばしば共闘し、護衛機としてシャトルのカーゴにも積み込まれる。地球との暫定的和平成立後もククト側軍用兵器として引き続き使用される。

### ディロム
DILOM
- 識別番号 - ARV-L
- 全高 - 16.7m
- 全備質量 - 38.7t
- 武装 - 左腕部ビーム砲、ディロム専用銃

デュラッヘ同様に地球側の技術を導入して開発された機動メカ。軽量、高機動で集団戦に使用される。飛行滑空能力も備える。デュラッヘの量産型であり、準備稿の頭部デザインが決定稿でデュラッヘと入れ替えられた。設定上では新型高性能機だが、作中ではロディ達のRVと戦うシーンは皆無であまり目立たない。デュラッヘとは異なり、劇中未使用ながら左腕部に固定火器が認められ、固定装備の楯を持っていない。

### ディゾ
DIZZO
- 識別番号 - ARV-M
- 全高 - 14.4m（人型での移動時）、8.2m（4脚歩行型での砲撃体勢時）
- 全備質量 - 42.1t
- 武装 - 大型ビーム砲、両腕部ビームキャノン

地上用戦闘支援用。自走砲的なARV。背中には、人型から4脚に変形して使用する巨大なビーム砲を背負っている。4脚歩行型への変形は以下の手順で行われる。
1. 頭部のフード状の装甲を下ろしカメラアイを覆うように顔面を保護
2. 腰部から上を前後180度反転させる
3. そのままの体勢で上半身を前方に倒し、腰から上が仰向けの形をとる。同時に背部大型ビーム砲兼バックパックの両側にある補助脚が4脚歩行時の前脚となり、これをつき出して体幹部を支える。加えて人型での脚部が後脚となり、変形後は腹部と背部が入れ替わる形となる。
4. 同時に両腕を頭側に挙上。手部は前腕の装甲に収納し、腕部ビームキャノンを前上方に向ける

顔面部を覆った装甲の後面にはカメラアイがみられる。4脚歩行型では大型ビーム砲が使用可能となるため、火力面において対地上戦では絶大な威力を発揮する。また、両腕部ビームキャノンで、ある程度の対空砲撃は可能。
その反面、4脚では機動性が大きく削がれることとなるため、本機単独ではRV同士の機動戦には不向きである。射撃時に的になりやすいなどの欠点を補うため、実際の戦闘ではディロムなど他のARVと行動をともにする。劇中ではガンテツ少佐率いる政府軍第3機動特務隊が使用。ミューラァ隊の機動メカを巻き込むのも構わずに砲撃を行うが、ジェダ達リベラリストのギャドル隊に包囲されて全滅する。